# Liste der Bodendenkmale in Wetterzeube
In der Liste der Bodendenkmale in Wetterzeube sind alle Bodendenkmale der Gemeinde Wetterzeube und ihrer Ortsteile aufgelistet. Grundlage ist die Veröffentlichung der Landesdenkmalliste mit Stand vom 25. Februar 2016. Die Baudenkmale sind in der Liste der Kulturdenkmale in Wetterzeube aufgeführt.
| Denkmal-ID | Fundart             | Ortsteil    | Bezeichnung                                 | Zeitstellung | Lage                                          | Bemerkungen                                                                                         | Bild |
| ---------- | ------------------- | ----------- | ------------------------------------------- | ------------ | --------------------------------------------- | --------------------------------------------------------------------------------------------------- | ---- |
| 428300001  | Befestigung > Burg  | Breitenbach | ‚Reichsburg‘ und ‚Kämpfe‘                   | Mittelalter  | östlicher Ortsrand (Lage)                     | Reichsburg begehbar, aber stark zugewachsen (Wallburg), Kämpfe mit Resten steinerner Bebauung       |      |
| 428300010  | Grabmal > Grabhügel | Haynsburg   | Grabhügel „im Echo“                         | Neolithikum  | 0,2 km östlich vom Ort (Lage)                 | |      |
| 428300009  | Befestigung > Burg  | Haynsburg   | Befestigung – Spornburg                     | Mittelalter  | (Lage)                                        | |      |
| 428300015  | Befestigung         | Schkauditz  | Erdwerk – Spornburg „Kalter Grund“          | Neolithikum  | 0,2 km vom Ort (Lage)                         | Im Gelände nicht erkennbar, da dicht bewachsen.                                                     |      |
| 428300679  | Grabmal > Grabhügel | Koßweda     | zwei Grabhügel                              | Neolithikum  | südöstlich Rossendorf Sachsenberg (Lage)      | Die Fläche weist zwei minimale topografische ‚Erhebungen‘ auf – eventuell ehemalige Hügelstandorte. |      |
| ?          | Grabmal > Grabhügel | Koßweda     | zahlreiche Grabhügel im NSG „Zeitzer Forst“ |              | südöstlich, kompletter „Zeitzer Forst“ (Lage) | Gesamtes Waldgebiet, Fläche mit unzähligen Grabhügeln                                               |      |